# Kirstie van Haaften
Kirstie van Haaften is een Nederlands weg- en baanwielrenster uit De Meern, die vanaf 2024 rijdt voor de Franse wielerploeg Cofidis. In 2019 reed ze voor Health Mate-Cyclelive, in 2020 voor Ciclotel en van 2021 tot en met 2023 voor Parkhotel Valkenburg.

## Carrière
Van Haaften nam deel aan de Europese kampioenschappen baanwielrennen in 2019 te Apeldoorn. Ze behaalde daar een zevende plaats op de ploegenachtervolging. Een jaar eerder won ze bij de beloften onder 23 goud op het onderdeel scratch tijdens de Europese kampioenschappen baanwielrennen.
In juni 2024 onderging Van Haaften een hersenoperatie. Op 1 oktober maakte ze haar comeback in Binche-Chimay-Binche.

## Belangrijkste resultaten

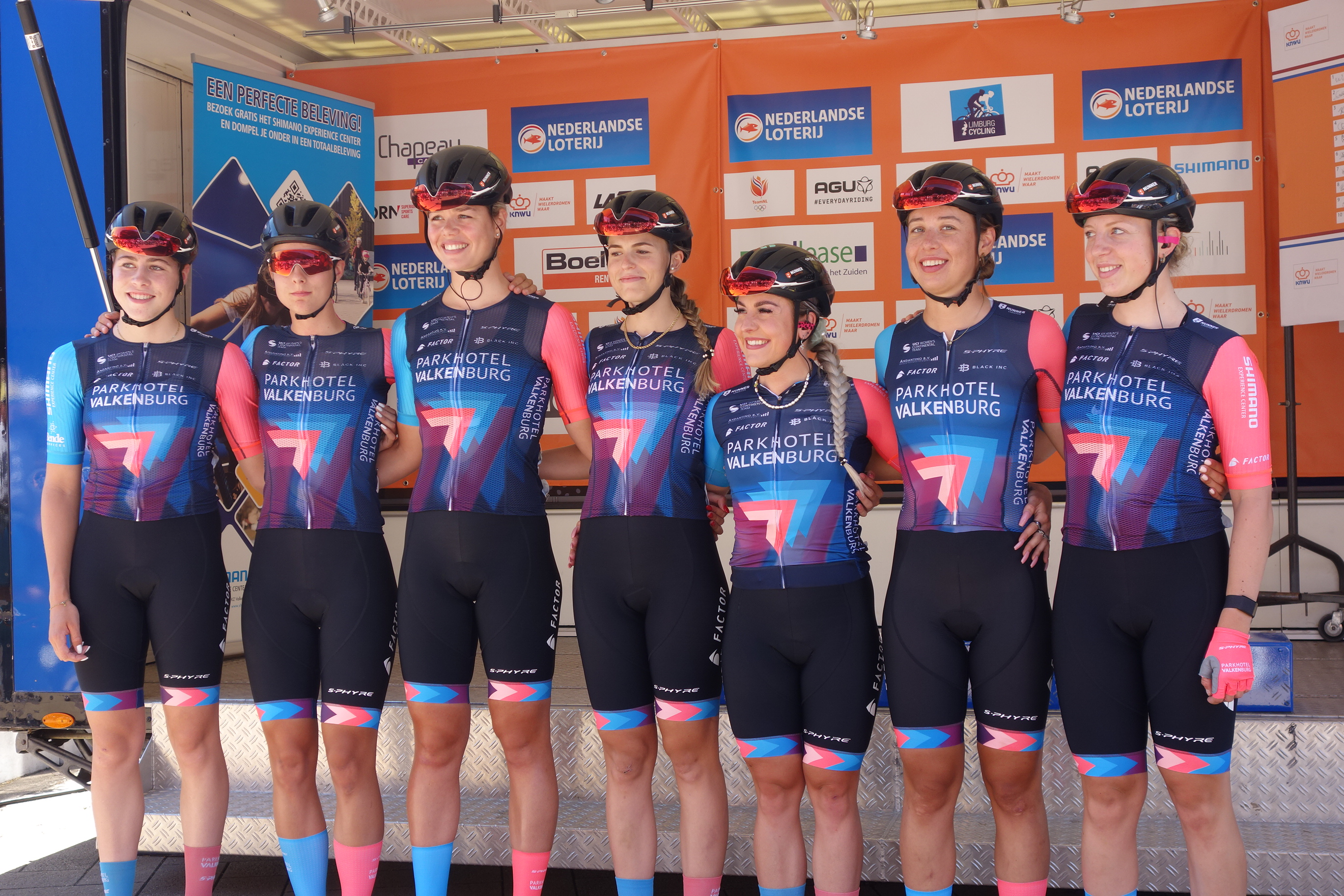
Van Haaften (2e van rechts) met haar ploeg Parkhotel Valkenburg bij het NK 2023.

### Uitslagen in voornaamste wedstrijden
| Jaar | Gent-Wevelgem | Ronde van Vlaanderen | Parijs-Roubaix | Amstel Gold Race | Luik-Bast.‑Luik | Le Samyn | Classic Brugge-De Panne | Dwars door de Westhoek |
| ---- | ------------- | -------------------- | -------------- | ---------------- | --------------- | -------- | ----------------------- | ---------------------- |
| 2018 |               |                      |                |                  |                 |          |                         | 50e                    |
| 2019 | opgave        | opgave               |                |                  |                 | 30e      | 85e                     | 8e                     |
| 2020 | opgave        |                      |                |                  | opgave          |          | opgave                  |                        |
| 2021 |               |                      | buit.tijd      |                  |                 | 108e     | opgave                  | 20e                    |
| 2022 |               | opgave               | buit.tijd      | 114e             | opgave          | 109e     | 65e                     |                        |
| 2023 | 22e           | 73e                  | 63e            | opgave           |                 | 81e      | 38e                     |                        |
| 2024 |               | opgave               | 101e           | 107e             |                 | 92e      |                         |                        |
| 2025 |               |                      | buit.tijd      | opgave           |                 | opgave   | 121e                    |                        |

### Baanwielrennen
| Jaar        | NK                                                                                    | EK                                     | WK          | Overig      |             |
| Als juniore | Als juniore                                                                           | Als juniore                            | Als juniore | Als juniore | Als juniore |
| ----------- | ------------------------------------------------------------------------------------- | -------------------------------------- | ----------- | ----------- | ----------- |
| 2016        |                                                                                       | ploegenachtervolging                   |             |             |             |
| 2017        |                                                                                       | ploegenachtervolging                   |             |             |             |
| Als belofte |                                                                                       |                                        |             |             |             |
| 2018        |                                                                                       | scratch · 8e koppelkoers               |             |             |             |
| 2019        |                                                                                       | 4e ploegenachtervolging 6e puntenkoers |             |             |             |
| Als elite   |                                                                                       |                                        |             |             |             |
| 2017        | 4e koppelkoers 7e scratch 8e puntenkoers                                              |                                        |             |             |             |
| 2018        | omnium · ploegenachtervolging · derny · 5e koppelkoers · 7e puntenkoers · 10e scratch |                                        |             |             |             |
| 2019        | ploegenachtervolging · puntenkoers · 5e koppelkoers · 5e omnium · 7e scratch          | 7e ploegenachtervolging                |             |             |             |
| 2020        |                                                                                       |                                        |             |             |             |
| 2021        | 4e koppelkoers 4e puntenkoers                                                         |                                        |             |             |             |
| 2022        | 9e puntenkoers                                                                        |                                        |             |             |             |

## Ploegen
- 2019 –  Health Mate-Cyclelive
- 2020 –  Ciclotel
- 2021 –  Parkhotel Valkenburg
- 2022 –  Parkhotel Valkenburg
- 2023 –  Parkhotel Valkenburg
- 2024 –  Cofidis
- 2025 –  Cofidis

Van Bokhoven · Bos · Bredewold · Buysman · De Gast · Gerritse · Van Haaften · Van der Hulst · Limpens · Markus · Neylan · Nooijen · Raaijmakers · Van Rooijen · Swinkels
Van Bokhoven · Bos · Bredewold · Frain (vanaf 6/7) · De Gast · Gerritse · Van Haaften · De Jong (tot 15/7) · Limpens · Markus · Nooijen · A. van Rooijen · S. van Rooijen · Schoens · Vanhove · Van der Wolf · Wyllie (vanaf 12/8)
Van Bokhoven · Frain · Gerritse · Van Haaften · Van Helvoirt · Knijnenburg (vanaf 1/8) · Limpens · Molenaar · Nooijen · Poland · A. van Rooijen · S. van Rooijen · Schoens · Souren · Vanhove · Vanpachtenbeke · Van der Wolf (tot 17/5)